# 이사성 (1883년)
이사성(李思聖, 1883년 5월 4일 ~ 1949년 8월 14일)은 대한제국의 독립운동가이다. 본관은 한산(韓山), 호(號)는 산남(山南).

## 생애
충청도 서천에서 출생하였으며 충청남도 보령(保寧)에서 성장한 그는 1902년 11월 30일에서 1905년 11월 6일까지 잠시 충청남도 서산군 부군수 직을 지냈고 그 후 1906년 5월 11일을 기하여 민종식(閔宗植)의 홍주의진(洪州義陣)을 가담하여 선봉장 박영두(朴永斗)와 함께 소모장에 임명되었다. 그 후 유격장 이한구(李漢龜)와 함께 임천(林川)·한산(韓山) 등지의 의병을 모집하고자 임천(林川)에 도착하였다가 피체되어 동년 11월 23일 평리원(平理院)에서 소위 "정사(政事)를 변경할 목적으로 난을 일으키는 율(律)"로 유배 10년을 언도받았다. 그 뒤 1906년에서 1923년까지 서천군(舒川郡) 한산면(韓山面) 송림리(松林里)에서 은거생활을 하면서 1919년에는 손병희(孫秉熙)가 주도하는 3·1독립운동에도 참여하였으며, 일경의 이목을 피해 전라북도 부안군(全羅北道 扶安郡) 위도면(蝟島面) 진리(鎭里)에서 은거하였으나 생활고로 인하여 1926년까지 7년간의 걸식 생활을 하였다. 그 후 1929년에서 1946년까지 한국독립당 행정위원 직을 17년간 지냈다.

## 사후
대한민국 정부에서는 고인의 공훈을 기리어 1986년 8월 15일을 기하여 대한민국 대통령 표창장을, 1990년 3월 13일 기하여 대한민국 건국훈장 애족장을 각각 추서하였다.